# Světnov
Světnov (in tedesco Zwitnuf) è un comune ceco situato nel distretto di Žďár nad Sázavou, nella regione di Vysočina.